# Libor Pátý
Libor Pátý (23. července 1929 Praha – 11. ledna 2021 Černošice) byl český fyzik a politik, spoluzakladatel Občanského fóra.

## Život
Narodil se v rodině bankovního úředníka. Před válkou se jeho rodina odstěhovala do Poděbrad. V roce 1939 byl jeho strýc, bývalý legionář, popraven Němci. Studoval na nymburském gymnáziu, ze kterého byl v maturitním ročníku komunisty vyloučen kvůli svému výroku. Maturitní zkoušku si udělal na gymnáziu v Kolíně na podzim. Začal studovat na Přírodovědecké fakultě UK obor matematika a fyzika. Před ukončením, v roce 1951, byl nucen sloužit v Pomocných technických praporech, kde pracoval na stavbě muničních skladišť. Po dvou letech byl propuštěn a studium dokončil už na Matematicko-fyzikální fakultě UK, stal se i asistentem na katedře. Kvůli provalení případu z roku 1948 by na pět let propuštěn a přidělen na práci do Tesly Holešovice, ovšem nakonec se na fakultu vrátil. V roce 1967 získal titul kandidáta fyzikálně matematických věd a v roce 1968 titul doktora přírodních věd. Roku 1982 byl jmenován docentem vakuové fyziky na Karlově univerzitě, profesuru pak získal v roce 1990. Celoživotně se věnoval fyzice nízkých tlaků a vakuovým technologiím, publikoval 37 vědeckých prací z této oblasti. Zároveň je autorem 10 patentů a 4 státních norem.
Pořádal vědecké semináře a výstavy, spoluzaložil Kruh nezávislé inteligence. V roce 1968 se podílel na protestech proti sovětské okupaci a 17. listopadu 1989 měl za Kruh nezávislé inteligence na Albertově projev na popud profesora Miroslava Katětova. V roce 1989 se podílel na zakládání Občanského fóra, pod jehož úvodním provoláním je spolu s dalšími osobnostmi podepsán. V letech 1990–1993 působil jako náměstek ministra školství.